# Power of the Dollar
Power of the Dollar av rapparen 50 cent var menat att bli hans debutalbum med skivbolaget Columbia och var planerat att ges ut i september 2000.

## Låtlista
1. "Intro" - 1:11
2. "The Hit" – 3:41
3. "The Good Die Young" – 4:02
4. "Corner Bodega (Coke Spot)" – 1:36
5. "Your Life's on the Line" – 3:38
6. "That Ain't Gangsta" – 3:25
7. "As the World Turns" (feat. U.G.K.) – 4:20
8. "Ghetto Qu'ran (Forgive Me) – 4:34
9. "Da Repercussions" – 3:28
10. "Money by Any Means" (feat. Noreaga) – 4:03
11. "Material Girl" (feat. Dave Hollister) – 4:35
12. "Thug Love" (feat. Destiny's Child) – 3:16
13. "Slow Doe" – 3:54
14. "Gun Runner" (feat. Black Child) – 1:55
15. "You Ain't No Gangsta" – 3:37
16. "Power of the Dollar" – 3:26
17. "I'm a Hustler" – 3:55
18. "How to Rob" (feat. The Madd Rapper) - 4:25